# ピングレ (小惑星)
ピングレ (12719 Pingre) は小惑星帯に位置する小惑星。ベルギーの天文学者エリック・ヴァルター・エルストがヨーロッパ南天天文台で発見し、フランスの18世紀の天文学者アレクサンドル・パングレに因んで命名された。